# Psilopterna hirsuta
Psilopterna hirsuta är en nattsländeart som beskrevs av Martynov 1928. Psilopterna hirsuta ingår i släktet Psilopterna och familjen husmasknattsländor. Inga underarter finns listade i Catalogue of Life.